# پاسنگ ستون

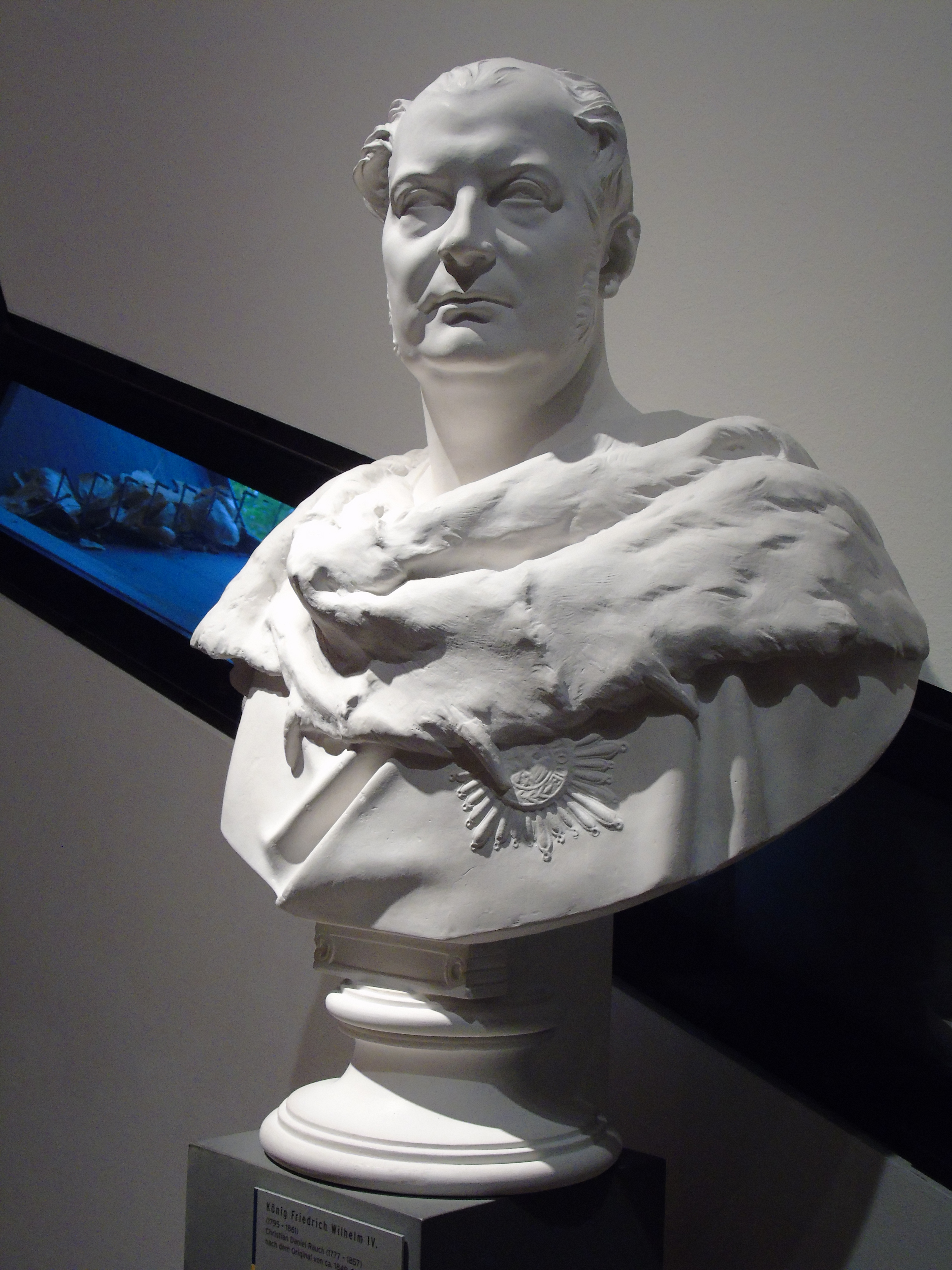
نیم تنه روی یک پایه گرد

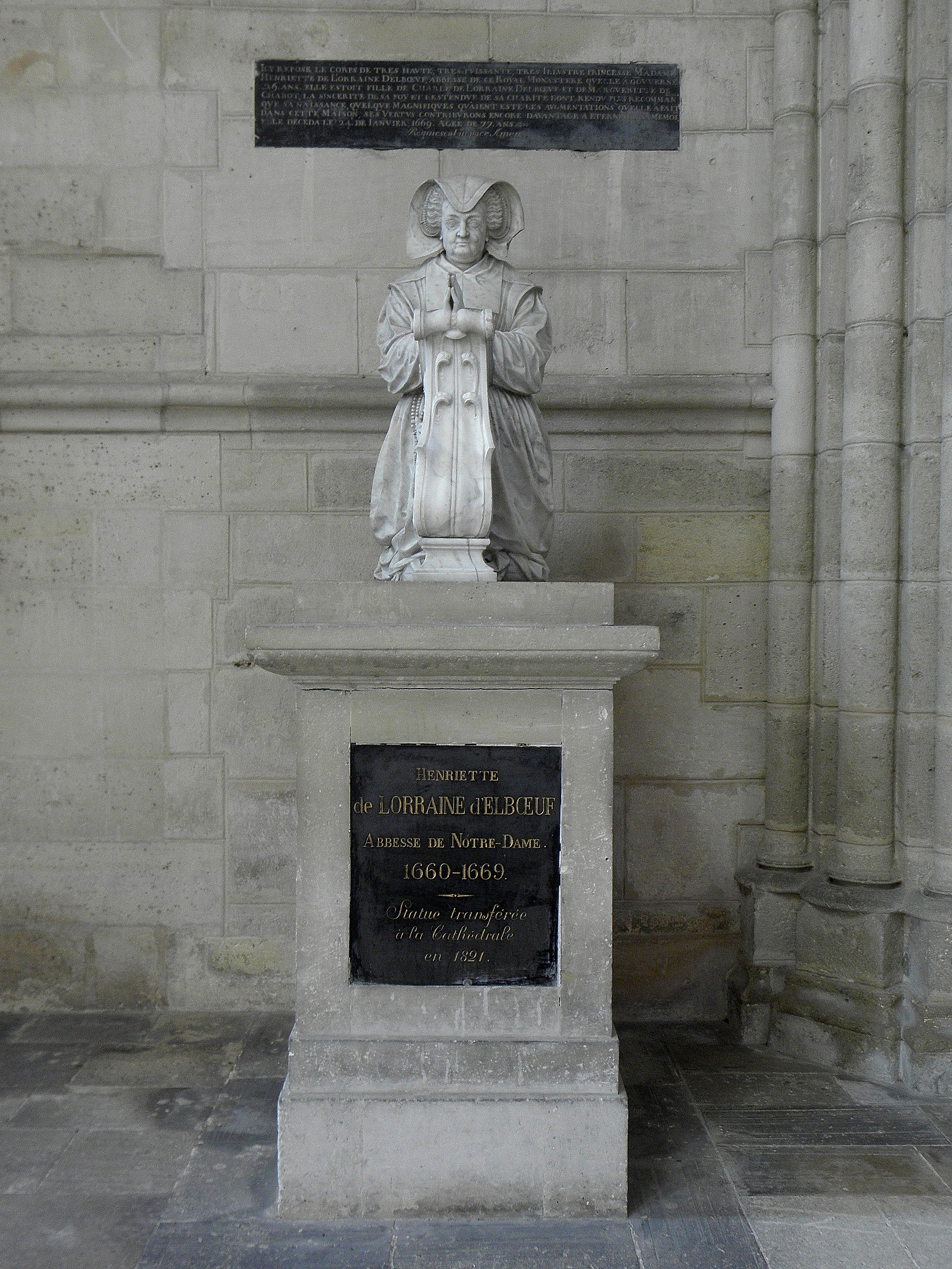
مجسمه با کتیبه بر روی چیزی که به فرانسوی socle، به احتمال زیاد ازاره در انگلیسی نامیده می‌شود.

پاسنگ‌ ستون پایه یا پایک (به فرانسوی: Socle) در معماری، یک پایه کوتاه است که برای پشتیبانی از یک پایه، مجسمه یا ستون استفاده می‌شود. در زبان انگلیسی، این اصطلاح بیشتر برای پایه‌های مجسمه‌های نسبتاً کوچک استفاده می‌شود، که پایه برای نمونه‌های بزرگ‌تر ترجیح داده می‌شود. در زبان فرانسه این‌طور نیست.
در سبک‌های نقاشی داخلی پمپی، پایه پایین‌ترین ناحیه نقاشی دیواری در هر چهار دوره سبک است.